# Provincia insular
Una provincia insular es una provincia, o entidad subnacional similar, cuya jurisdicción comprende la totalidad de una isla.
Una provincia no puede ser considerada una «provincia insular» si una parte de la isla está gobernada o es administrada por otra provincia separada, ni tampoco si administra varias islas similares en tamaño, aunque se suele aceptar que algunas provincias insulares incluyan a su vez varias islas costeras más pequeñas. Algunas de las provincias insulares más conocidas son:
- Asia:

- Hainan, en China;
- Jeju-do, en Corea del Sur;
- Cebú e Islas Dinagat, en Filipinas;
- Bali e  Islas Riau, en Indonesia;
- Phuket, en Tailandia;

- América:

- Isla del Principe Eduardo, en Canadá;

- Oceanía:

- Isla de Pascua (o Rapa Nui), en Chile;
- Tasmania, en Australia;
- Western Province, en Islas Solomon;
- Hawái en Estados Unidos

- Datos: Q9063395